# Fresno de Río Tirón
Fresno de Río Tirón é um município da Espanha na província de Burgos, comunidade autónoma de Castela e Leão, de área 9,61 km² com população de 203 habitantes (2007) e densidade populacional de 23,00 hab/km².

## Demografia
| Variação demográfica do município entre 1991 e 2004 | Variação demográfica do município entre 1991 e 2004 | Variação demográfica do município entre 1991 e 2004 | Variação demográfica do município entre 1991 e 2004 |
| --------------------------------------------------- | --------------------------------------------------- | --------------------------------------------------- | --------------------------------------------------- |
| 1991                                                | 1996                                                | 2001                                                | 2004                                                |
| 292                                                 | 273                                                 | 249                                                 | 221                                                 |